# Абдуллаев, Самиг Файзулович
Сами́г Файзу́лович Абдулла́ев (12 [25] октября 1917, Ташкент, Сырдарьинская область, Российская империя — 10 мая 1998), живописец, участник Великой Отечественной войны, Герой Советского Союза. Заслуженный деятель искусств Узбекской ССР (1967).

## Биография
Родился в семье крестьянина. Узбек. Окончил 7 классов школы и Ташкентское художественное училище.
В армии с 1938 года. Служил в пехоте.
Участник Великой Отечественной войны с июня 1941 года. В должности командира отделения 97-го отдельного моторизованного инженерного батальона (Северо-Кавказский фронт) отличился осенью 1943 года при освобождении низовья реки Кубань и Таманского полуострова. 16 сентября 1943 года в районе посёлка Красный сапёры под огнём противника в ночной темноте обнаружили и сняли 97 вражеских мин; 37 из них обезвредил Абдуллаев. Путь для танкистов был открыт. Но вскоре перед бригадой появилось новое препятствие: гитлеровцы взорвали мост через реку. Отделение Абдуллаева за три часа под неприятельским обстрелом восстановило переправу, и танки пошли вперёд. На следующий день Абдуллаев лично предупредил взрыв другого моста: подполз к мостовой опоре и перерезал горящий бикфордов шнур. При выполнении этого задания Абдуллаев был ранен, но не покинул поле боя. Всего за период с 16 сентября по 9 октября сержант С. Ф. Абдуллаев под огнём противника обнаружил и обезвредил около 3000 мин различных типов, в том числе 39 установленных на неизвлекаемость и 34 мины-сюрприза.
За мужество и героизм, проявленные в боях с немецко-фашистскими захватчиками, Указом Президиума Верховного Совета СССР 16 мая 1944 года сержанту Абдуллаеву Самигу Файзуловичу присвоено звание Героя Советского Союза с вручением ордена Ленина и медали «Золотая Звезда» (№ 4385).
После войны старшина С. Ф. Абдуллаев демобилизован. Жил в Ташкенте. Председатель Союза художников Узбекской ССР (1946-56), директор Государственного музея искусств Узбекистана (1956-91). Умер в 1998 году.

## Награды и звания
- Медаль «Золотая Звезда» Героя Советского Союза (16.05.1944) № 4385 [2][3]
- Орден Ленина (16.05.1944) № 19949
- Два ордена Красного Знамени (09.10.1943[4]; 25.02.1944[5])
- Два ордена Отечественной войны I степени (1943)
- Орден Отечественной войны II степени (11.06.1943)[6]
- Два ордена «Знак Почёта»
- Медаль «За трудовое отличие» (18.03.1959)
- Медали
- Заслуженный деятель искусств Узбекской ССР (11.11.1967)